# 詹崇
詹崇（1475年—？），字東魯，江西撫州府樂安縣人，民籍，明朝政治人物。

## 生平
江西鄉試第九十名舉人。正德六年（1511年）中式辛未科會試第三百三十二名，登第三甲第一百八十九名進士。

## 家族
曾祖詹善；祖父詹啟泰；父詹遵訓，母游氏；繼母朱氏。永感下。